# Isaak Osipovič Dunaevskij
Isaak Osipovič Dunaevskij (in russo Исаак Осипович Дунаевский?; Lochvycja, 30 gennaio 1900 – Mosca, 25 luglio 1955) è stato un compositore e direttore d'orchestra sovietico.

## Biografia
Dunaevskij fu autore soprattutto di operette, musiche di scena per teatro o per film, ispirate al folclore russo e al jazz. Scrisse in particolare le musiche per tre dei più importanti film sovietici prebellici  diretti tutti da Aleksandrov: Tutto il mondo ride del 1934, Il circo del 1936 e Volga - Volga, il film che si diceva fosse quello preferito da Stalin, del 1938.
Dunaevskij ottenne il titolo di "Artista del Popolo della Russia" nel 1950. Ottenne due volte il Premio Stalin (nel 1941 e nel 1951) e ricevette due decorazioni e numerose medaglie, fra cui l'Ordine della Bandiera rossa del lavoro e l'Ordine della Stella rossa.

## Opere

### Operette
- Per noi e voi (in russo И нашим, и вашим?, I našim, i vašim) (1924)
- Gli sposi (in russo Женихи?, Ženihi) (1927)
- Il cappello di paglia (in russo Соломенная шляпка?, Solomennaâ šlâpka) (1927)
- Gli spadaccini (in russo Ножи?, Noži) (1928)
- Passione polare  (in russo Полярные страсти?, Polârnye strasti) (1929)
- Debolezza del milione (in russo Милльон терзаний?, Mill'on terzanij) (1932)
- La valle d'oro  (in russo Золотая долина?, Zolotaâ dolina) (1937)
- La via della Felicità (in russo Дороги к счастью?, Dorogi k sčast'û) (1940)
- Il vento della libertà (in russo Вольный ветер?, Vol'nyj veter) (1947)
- Il figlio del clown (in russo Сын клоуна?, Syn klouna) (1950)
- L'acacia bianca (in russo Белая акация?, Belaâ akaciâ) (1955; incompiuta - terminata da Kirill Vladimirovič Molčanov)

### Balletti
- Il fauno (in russo Отдых фавна?) (1924)
- Murzilka (in russo Мурзилка?) (1924)
- La sposa e la macchina (in russo Невеста и автомат?) (1934)
- Jackie, un marinaio di 14 anni (in russo Джекки — 14-летний матрос?)

### Musica per film
- Il primo plotone (in russo Первый взвод?, Pervyj vzvod) (1933)
- Nato due volte (in russo Дважды рождённый?, Dvaždy roždënnyj) (1934)
- Ragazzi allegri (in russo Весёлые ребята?, Vesëlye rebâta) (1934)
- Luci d'oro (in russo Золотые огни?, Zolotye ogni) (1934)
- La via della nave (in russo Путь корабля?, Put' korablâ) (1935)
- Tre compagni (in russo Три товарища?, Tri tovariŝa) (1935)
- Porta (in russo Вратарь?, Vratar') (1936)
- Una ragazza in ritardo (in russo Девушка спешит на свидание?, Devuška spešit na svidanie) (1936)
- I figli del capitano Grant (in russo Дети капитана Гранта?, Deti kapitana Granta) (1936)
- Cercatori di felicità (in russo Искатели счастья?, Iskateli sčast'â) (1936)
- Concerto di Beethoven (in russo Концерт Бетховена?, Koncert Bethovena) (1936)
- Il circo (in russo Цирк?, Cirk) (1936)
- Teremok (in russo Теремок?, Teremok) (1937)
- La figlia della patria (in russo Дочь Родины?, Doč' Rodiny) (1937)
- La sposa ricca (in russo Богатая невеста?, Bogataâ nevesta) (1938)
- Volga Volga (in russo Волга Волга?, Volga Volga) (1938)
- I comandanti della gioventù (in russo Юность командиров?, Ûnost' komandirov) (1939)
- Concerto sullo schermo (in russo Концерт на экране?, Koncert na èkrane) (1940)
- Il mio amore (in russo Моя любовь?, Moâ lûbov') (1940)
- Sentiero luminoso (in russo Светлый путь?, Svetlyj put') (1940)
- Primavera (in russo Весна?, Vesna) (1947)
- La nuova casa (in russo Новый дом?, Novyj dom) (1947)
- I cosacchi del Kuban (in russo Кубанские казаки?, Kubanskie kazaki) (1949)
- Concerto per una bambola (in russo Машенькин концерт?, Mašen'kin koncert) (1949)
- Un sostituto (in russo Запасной игрок?, Zapasnoj igrok) (1954)
- La prova di lealtà (in russo Испытание верности?, Ispytanie vernosti) (1954)
- L'acacia bianca (in russo Белая акация?, Belaâ akaciâ) (1957)
- Il vento della libertà (in russo Вольный ветер?, Vol'nyj veter) (1961)
- Solo tu (in russo Только ты?, Tol'ko ty) (1972)